# Kingebol
Kingebol este o arie protejată (arie specială de conservare — SAC, sit de importanță comunitară — SCI) din Suedia întinsă pe o suprafață de 1,3 ha, integral pe uscat.

## Localizare
Centrul sitului Kingebol este situat la coordonatele 58°55′04″N 12°31′31″E / 58.9177°N 12.5254°E.

## Înființare
Situl Kingebol a fost declarat sit de importanță comunitară în aprilie 2003 pentru a proteja 1 specie de plante. Situl a fost protejat și ca arie specială de conservare în martie 2011.

## Biodiversitate
Situată în ecoregiunea boreală, aria protejată conține 1 habitat natural: Alvar nordic și șisturi calcaroase precambriene.
La baza desemnării sitului se află o specie protejată de  plante: Saxifraga osloensis.